# Калп (місто)

Калп (кат. Calp, вимовляється літературною каталанською та валенсійською [kałp], ісп. Ка́льпе, Calpe) — місто, розташоване в Автономній області Валенсія в Іспанії. Розташоване у районі (кумарці) Маріна-Алта провінції Алакан.
Єдиною офіційною мовою муніципалітету є валенсійська (каталанська).
4 грудня 2008 р. міською радою ухвалено рішення про те, що каталаномовна версія назви міста буде його єдиною офіційною назвою.